# ホセ・キリノ
ホセ・キリノ（Jose Quirino、1968年4月19日 - ）は、メキシコの男性プロボクサー。ティフアナ出身。元WBO世界スーパーフライ級王者。

## 来歴
1986年1月22日、ティフアナでフライ級のウェイトでプロデビューを果たし6回判定勝ちを収め白星でデビューを飾った。
1986年11月4日、ラウル・リオスと対戦し6回判定勝ちを収めた。
1987年3月26日、トニー・デルーカと対戦し初黒星となる8回1-2(75-77、74-78、78-75)の判定負けを喫した。
1987年7月16日、リッキー・ロメロと対戦し8回0-3(74-78、74-79、75-78)の判定負けを喫した。
1988年5月16日、元WBA世界ライトフライ級王者ジョーイ・オリボと対戦し10回判定負けを喫した。
1988年12月17日、メキシコスーパーフライ級王者ホセ・モンティエルと対戦し12回判定負けを喫し王座獲得に失敗した。
1989年3月16日、リッキー・ロメロと対戦し10回判定勝ちを収めた。
1990年2月16日、パブロ・バレンズエラと対戦し10回判定勝ちを収めた。
1990年5月15日、トニー・デルーカと3年振りに対戦し2回1分13秒TKO勝ちを収めた。
1990年12月10日、クアウテモック・ゴメスと対戦し10回1-2の判定負けを喫した。
1991年9月30日、メキシコスーパーフライ級王者アルマンド・カストロと対戦し9回TKO負けを喫し王座獲得に失敗した。
1992年2月22日、ラスベガスのアラジンでWBO世界スーパーフライ級王者ホセ・ルイスと対戦し12回3-0(116-112、116-111、115-112)の判定勝ちを収め王座獲得に成功した。
1992年9月4日、コペンハーゲンのパーケンでジョニー・ブレダルと対戦し12回0-3(111-118、110-119、110-118)の判定負けを喫し初防衛に失敗し王座から陥落した。
1992年11月13日、トーマス&マック・センターで後の世界2階級制覇王者でUSBA全米バンタム級王者ジュニア・ジョーンズと対戦し3回24秒KO負けを喫し王座獲得に失敗した。
1993年5月14日、メキシコフライ級王者アントニオ・ルイスと対戦し12回0-3(115-117、114-117、112-120)の判定負けを喫し王座獲得に失敗した。
1993年6月5日、マイアミのジャイ・アライ・フロントンでFECARBOX中米スーパーフライ級王者ファン・カラーゾと対戦し9回1分15秒TKO勝ちを収め王座獲得に成功した。
1993年7月16日、WBCムンドヒスパノスーパーフライ級王者アレハンドロ・モンティエルと対戦し7回TKO負けを喫し王座獲得に失敗した。
1993年9月18日、FECARBOX中米フライ級王者ダニー・ヌーニェスと対戦し12回判定負けを喫しFECARBOX王座の2階級制覇に失敗した。
1993年11月27日、後のWBO世界フライ級王者アルベルト・ヒメネスと対戦し3回KO負けを喫した。
1994年3月4日、WBCアメリカ大陸バンタム級王者アルマンド・サラザーと対戦し3回KO負けを喫した。
1994年6月11日、ザ・フォーラムで後の世界2階級制覇王者でWBB世界フライ級王者マーク・ジョンソンと対戦し3回KO負けを喫し王座獲得に失敗した。
1994年10月29日、USBA全米スーパーフライ級王者ホセ・マヌエル・ディアスと対戦し6回KO負けを喫し王座獲得に失敗した。
1995年6月19日、NABF北米フライ級王者ミゲール・マルチネスと対戦し8回KO負けを喫し王座獲得に失敗した。
1995年8月12日、MGMグランド・ガーデン・アリーナで後のライトフライ級3冠王者マイケル・カルバハルと対戦し初回2分59秒KO負けを喫した。
1995年10月9日、アレハンドロ・モンティエルと対戦し10回判定負けを喫した。
1996年2月27日、後の世界2階級制覇王者ダニー・ロメロと対戦し初回KO負けを喫した。
1996年4月26日、ジェスパー・ジャンセンと対戦し2回KO負けを喫した。
1996年6月29日、ユサイアス・ザムディオと対戦し3回KO負けを喫した。
1997年2月21日、ホセ・アルフレド・ヒメネスと対戦し12回引き分けに終わった試合を最後に現役を引退した。

## 獲得タイトル
- 第2代WBO世界スーパーフライ級王座（防衛0）
- FECARBOX中米スーパーフライ級王座